# Férias Latinas
Férias Latinas (em latim: Feriae Latinae), na Roma Antiga, foi um festival religioso realizado em abril nos montes Albanos. A data variou, e foi determinada e anunciada pelos cônsules de cada ano quando assumiam o cargo. Foi um dos festivais mais antigos celebrados pelo Estado romano e postula-se que precedeu a fundação de Roma — em termos históricos, seria datada da época pastoril pré-urbana. Continuou a ser realizado até o século III, e talvez mais tarde.
O rito foi uma reafirmação da aliança entre os membros da Liga Latina, e uma trégua foi homenageada durante todo o festival. Cada cidade latina enviou um representante e oferendas como ovelhas, queijo, ou outros produtos pastoris. O cônsul romano presidente ofereceu uma libação de leite, e conduziu o sacrifício de um novilho branco puro que nunca tinha sido parelhado. A carne foi consumida como parte de uma refeição comunal como um sacramento. Como parte das festividades, figurinhas chamadas oscilla foram penduradas em árvores.
Os cônsules foram obrigados a participar, deixando um prefeito urbano encarregado com a cidade. Se os cônsules tinham de estar ausentes (se, por exemplo, eles estavam travando uma guerra), um ditador foi nomeado para supervisionar o festival. Cônsules não deviam partir de suas províncias até depois do festival.